# Don’t Worry Baby
| Оценки критиков | Оценки критиков |
| Источник        | Оценка          |
| --------------- | --------------- |
| AllMusic        | Без оценки      |

«Don’t Worry Baby» — песня американской рок-группы The Beach Boys с их альбома 1964 года Shut Down Volume 2.
Песня также была издана на стороне «Б» сингла с песней «I Get Around». Обе стороны тогда вошли в «Горячую сотню» американского журнала «Билборд»: «I Get Around» достигла 1 места, а «Don’t Worry Baby» — 24-го.
В 2004 году журнал Rolling Stone поместил песню «Don’t Worry Baby» в исполнении группы Beach Boys на 176 место своего списка «500 величайших песен всех времён». В списке 2011 года песня находится на 178 месте.
Кроме того, песня «Don’t Worry Baby» в исполнении Beach Boys вместе с ещё четырьмя их песнями — «California Girls», «God Only Knows», «Good Vibrations» и «Surfin’ U.S.A.» — входит в составленный Залом славы рок-н-ролла список 500 Songs That Shaped Rock and Roll.